# Passió de Jesús

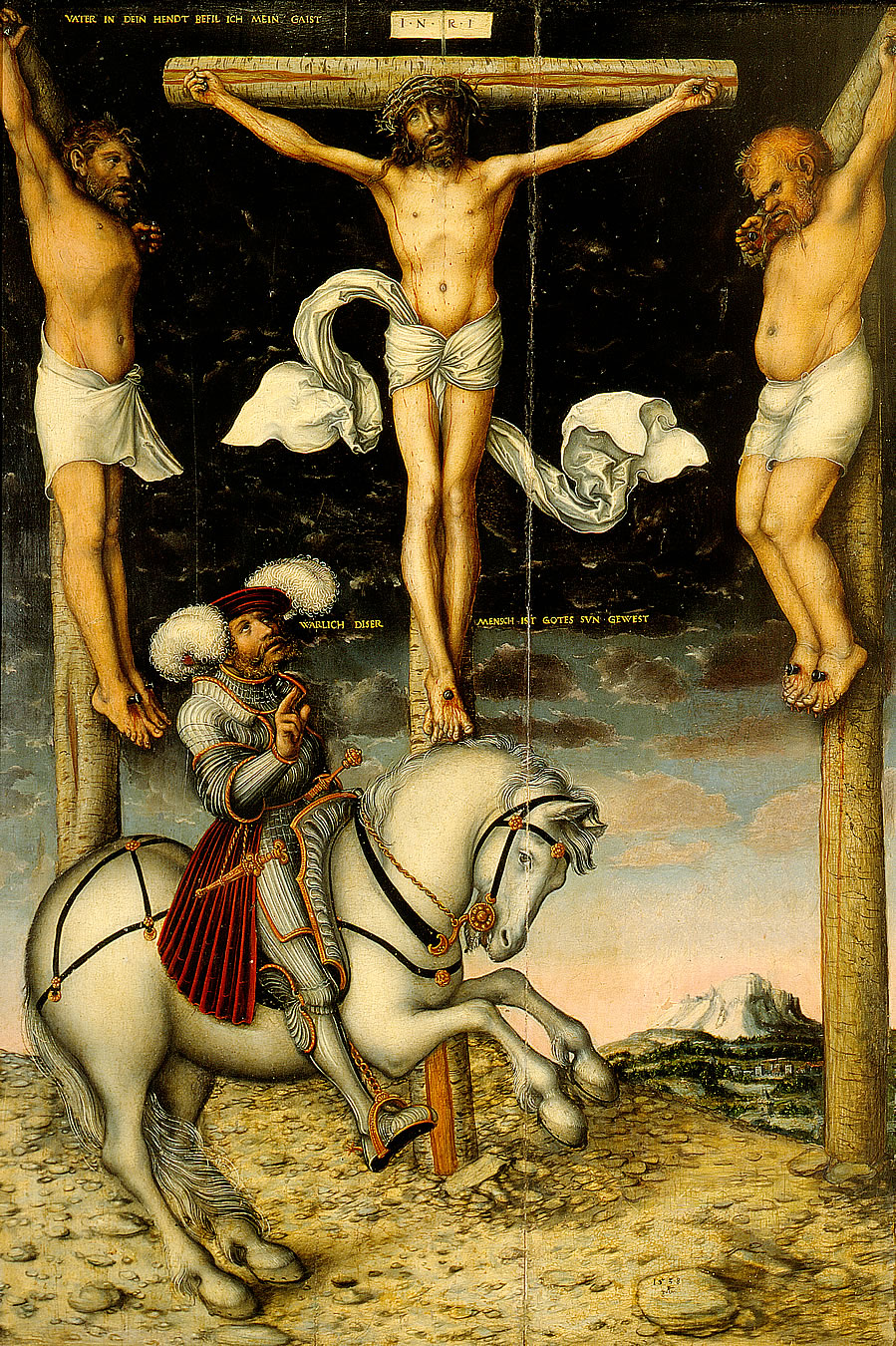
Calvari, de Lucas Cranach el Vell (1538)

La passió de Jesús (del llatí passus, 'patir') és el període de la vida de Jesús de Natzaret que, segons els evangelis, va passar entre el Sant Sopar i la seva mort i enterrament. Aquestes narracions tenen un significat central per al cristianisme, ja s'hi considera que la 'passió' és la constatació de l'acompliment de la "voluntat del Pare" anunciada en les Escriptures: pels cristians la mort de Jesús a la creu és un sacrifici sabut i consentit realitzat per a expiar els pecats de la humanitat i fer possible la seva salvació.
A la Setmana Santa es rememora tota la passió i el símbol bàsic del cristianisme actual, la creu, és precisament el signe de la mort de Jesús. El Via Crucis és l'acte de rememorar cada escena de la passió mentre es prega.
La importància donada a aquests fets fa que la passió ocupi un lloc fonamental dins de l'art religiós.

## Història
Les narracions evangèliques de la passió de Jesús constitueixen les tradicions més antigues del cristianisme i el tema fonamental de la primera predicació. A part de les quatre versions acceptades com a canòniques (les dels quatre evangelis del Nou Testament), n'existeixen d'altres que integren tot un grup entre els evangelis apòcrifs. La constatació que hi era acomplerta la voluntat del Pare, anunciada en les Escriptures, era el fil que guiava els narradors en la selecció i ordenació dels diversos episodis. En la seva forma primera, devia començar amb la detenció de Jesús i després se n'hi van afegir d'altres. L'enriquiment progressiu de la narració ha estat reflectit en les formes o els esquemes (de Marc i Mateu, de Lluc i de Joan) discernibles en els quatre relats evangèlics.

### Escenes de la passió
- El Sant Sopar, amb l'establiment de l'eucaristia i del Nou manament "estimeu-vos els uns als altres com jo us he estimat", i l'anunci de l'arribada del Paraclet
- L'oració, la traïció de Judes Iscariot i la detenció de Jesús al jardí de Getsemaní
- El judici de Jesús davant el Sanedrí
- La negació de Sant Pere
- Judici de Ponç Pilat
- Presentació de Jesús a Herodes
- Alliberament de Barrabàs en lloc de Jesús (Pilat se'n renta les mans)
- Tortures a la 'columna': flagel·lació de Jesús i corona d'espines
- Escarnis dels soldats (inscripció 'INRI'), repartiment dels vestits i burles dels sacerdots
- Jesús carrega amb la creu que ha de dur pel camí del Calvari (Via Dolorosa)
- Ajudes a Jesús (sant sudari)
- Jesús és crucificat
- Jesús promet la salvació a un dels lladres
- La set (esponja amb vinagre) i el crit de Jesús, la punxada amb la llança de Longí
- Recollida de la sang amb el calze o Sant Greal
- Jesús mor a la creu
- Davallada de la creu
- Josep d'Arimatea ungeix el cos amb mirra
- Enterrament de Jesús

### Instruments representats en la Passió
Hi ha diversos instruments identificats amb la passió (arma Christi). Els més famosos són:
- el pilar i el fuet
- la corona d'espines
- els atributs reials per fer-li escarni, inclosa la inscripció "INRI"
- la creu
- l'esponja amb vinagre que li donaven per beure
- el gall que va anunciar les negacions de Sant Pere
- la llança de Longí
- el calze o Sant Greal que va recollir la sang de les seves ferides (segons algunes versions, usat també per al vi del Sant Sopar)
- els daus amb què els soldats es van rifar els seus vestits
- l'escala per fer baixar el cos
- el martell i els claus per clavar el cos a la creu
- el vas de mirra amb què Josep d'Arimatea va ungir-lo
- les trenta monedes de plata, preu de la traïció de Judes Iscariot
- el Sant Sudari

## La passió en l'art

### Història
A partir del segle xii, el cristocentrisme i el culte marià dominen la vida espiritual arreu d'Europa. Les obres sobre la vida de Jesucrist i la Mare de Déu són extraordinàriament populars i sorgeixen els primers drames en vulgar sobre la passió de Crist. En aquest context no és estrany que les representacions escèniques utilitzin aquests relats per completar els evangèlics amb tota mena de detalls dels apòcrifs.

### LaPassióteatral
Diverses obres de teatre popular que representen els fets reben el nom de La Passió.

### En música
La Passió és també la denominació d'un oratori sobre aquest fragment dels texts evangèlics.